# Maksymus I (patriarcha Antiochii)
Maksymus I – 8. patriarcha Antiochii; sprawował urząd w latach 182–191.